# Звенислава Борисівна
Звенислава Борисівна (або Звенислава Рогволодівна, в чернецтві Євпраксія, після 1110 / до 1127 — після 1173) — єдина дочка Бориса (Рогволода) Всеславича, полоцького князя), просвітителька. Про неї збереглися досить скупі біографічні відомості.

## Біографія
Звенислава була на кілька років молодше своїх двоюрідних сестер — Євфросинії Полоцької та Гордислави Святославни. Після смерті батька в 1128 році була заслана разом з княжою родиною до Візантії. Повернувшись, завдяки підтримці Євфросинії прийняла постриг у Полоцькому Спасо-Єфросиніївському монастирі під ім'ям Євпраксії, де жила під її опікою. У житії святої Єфросинії цей епізод описаний так:
|  | Бяше же во граде княжна Борисовна именем Звенислава. И принесе всю свою утварь златую и ризы многоценны ко Еуфросинии, и рече ей: "Госпоже и сестро! Вся красная мира сего ни во чтоже ми ся мнит. Сия вся даю святому Спасу, а сама хощу поклонити главу свою поидо иго Христово". Она же прият ю с радостию, и повеле иереви пострищи ю, и нарече имя ей Еупраксия. И тако начаста пребывати в манастыри в едину мысль в молитвах, яже к Богу. |

З часом стала помічницею ігумені Євфросинії. Припускають, що Євпраксія безпосередньо керувала роботою сестер-монахинь з переписування книг і вела заняття в школі для дочок полочан.
Пізніше Євпраксія близько 1169 року разом з Ефросинією та її братом Давидом Святославичем вирушила у паломництво до Єрусалиму, де Єфросинія померла у неї на руках у 1173 році. Вона взяла на себе турботи, пов'язані з похоронами. Згідно передсмертного прохання Євфросинії, Євпраксія повернула на батьківщину її хрест, в який з благословення Єрусалимського Патріарха були інкрустовані частинки Пречистої Крові і Животворного Хреста Христового, камінь від Гробниці Діви марії, частинки святих мощей первомученика Стефана, великомученика Димитрія Солунського і цілителя Пантелеймона.
Ймовірно, Євпраксія є автором «Житія преподобної Євфросинії Полоцької», пам'ятки агіографії XII століття. Життєпис своєї духовної наставниці вона, ймовірно, почала невдовзі після похорону. В «Житії Євфросинії Полоцької» багато місця відводиться викладенню настанов ігумені сестрам, наводяться дослівно її благання, лине хвала духовним подвигам. З цього твору випливає, що писала його жінка-черниця. В тій частині твору, що стосується єрусалимського паломництва, перераховується безліч фактів, тобто автор «Житія …» перебував разом з Єфросинією.
У біографічних довідниках датою смерті Євпраксії вказується 1202 рік, однак насправді літописне повідомлення під 1202 роком стосується іншої особи, а дата смерті Євпраксії точно невідома.
За деякими даними, Євпраксія була канонізована православною церквою, пам'ять її відзначається 24 травня.